# Walvis (sterrenbeeld)

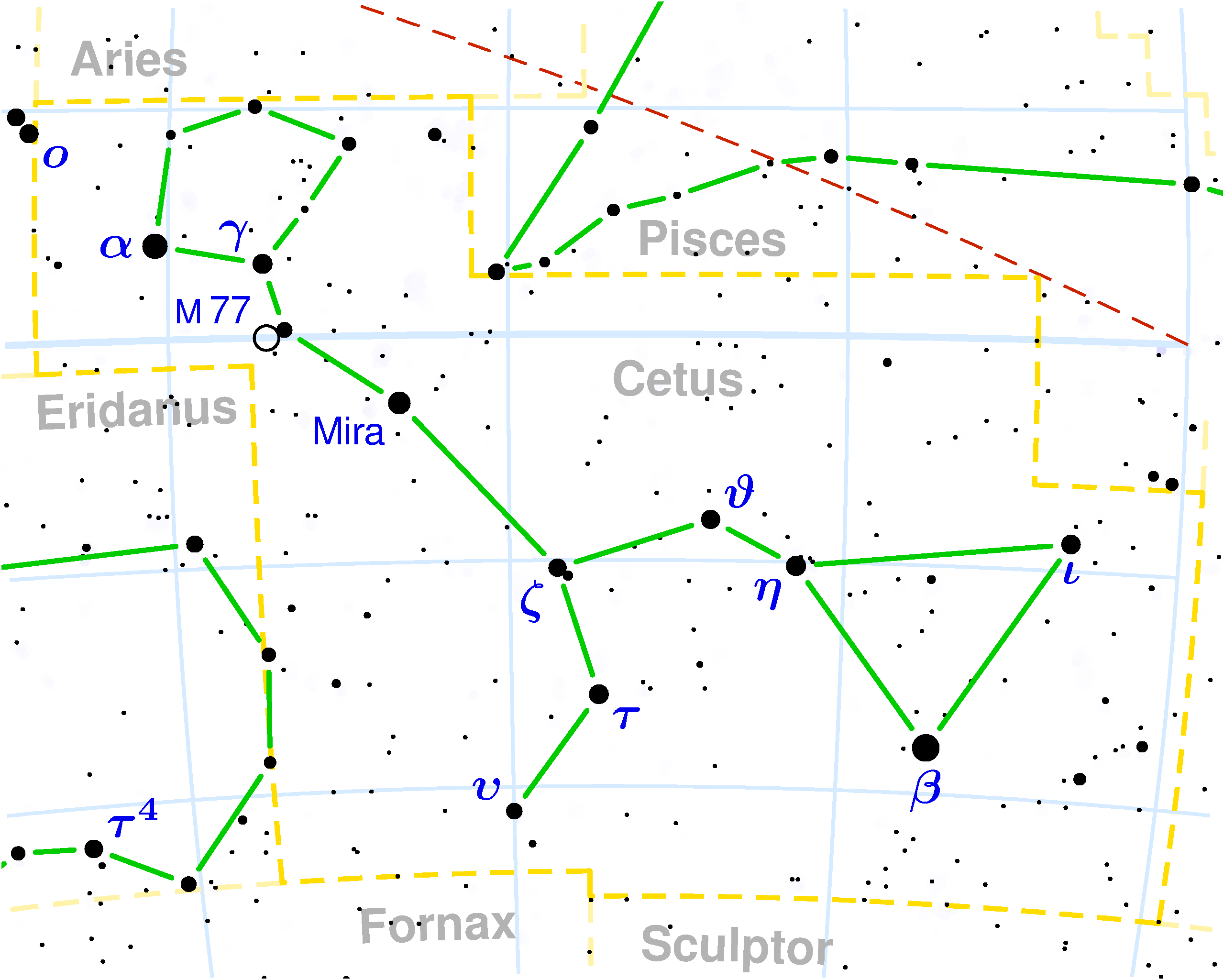
Kaart van het sterrenbeeld Walvis.

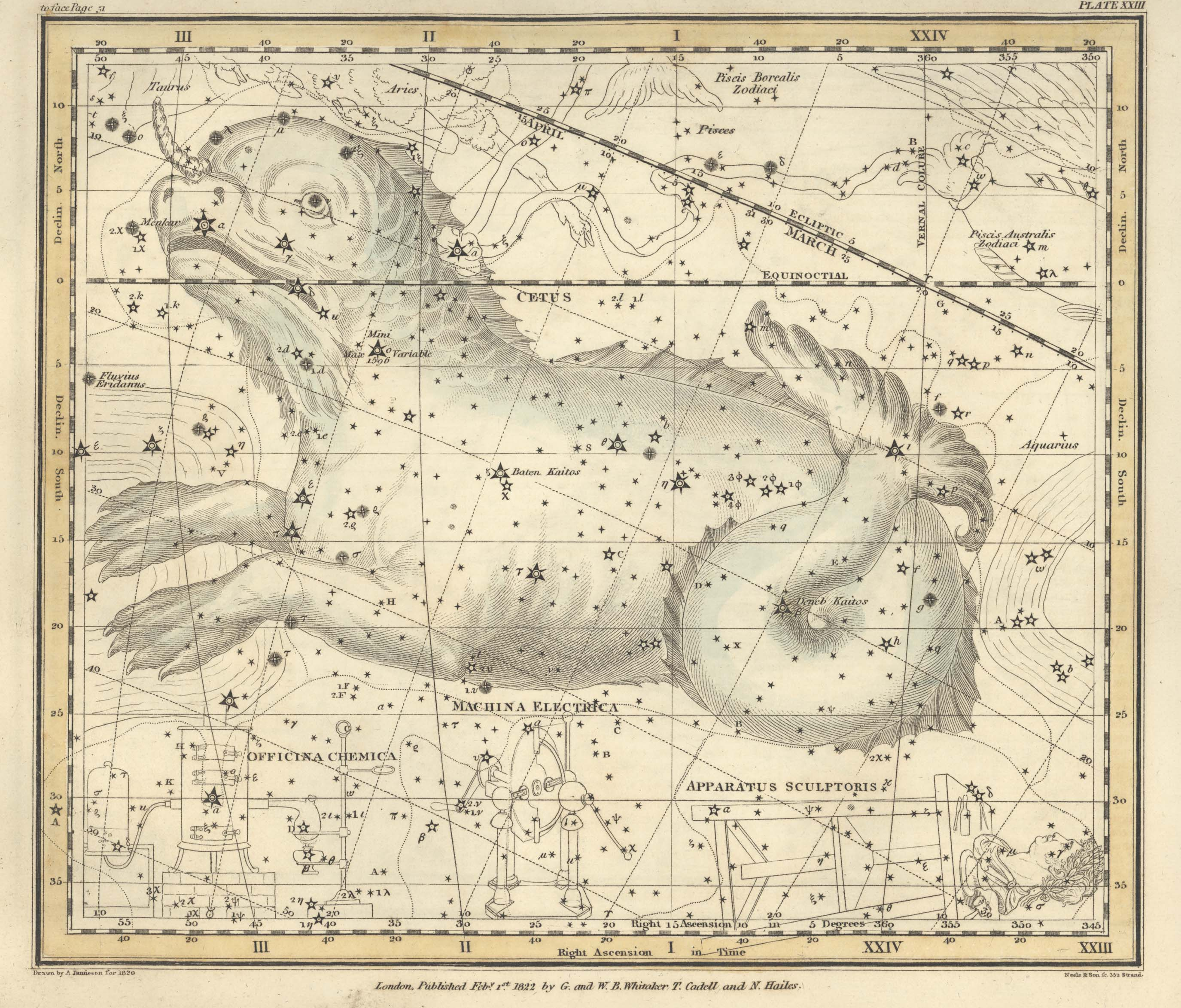
Cetus in de Celestial Atlas van Alexander Jamieson (1822).

Walvis (Cetus, afkorting Cet) is een sterrenbeeld liggende aan de hemelequator, tussen rechte klimming 23u55m en 3u21m en tussen declinatie −25° en +10°. Het is genoemd naar het zeemonster Ceto uit de Griekse mythologie.

## Sterren
(in volgorde van afnemende helderheid)
- Deneb Kaitos (β, beta Ceti)
- Menkar (α, alpha Ceti)
- Mira (ο, omicron Ceti)
- Deneb Algenubi (η, eta Ceti)
- Kaffaljidhmah (γ, gamma Ceti)
- Tau Ceti
- Deneb Kaitos Shemali (ι, iota Ceti)
- Baten Kaitos (ζ, zeta Ceti)

## Wat is er te zien?
Mira (de wonderbaarlijke, omicron Ceti) is het schoolvoorbeeld van de langperiodieke variabele ster, de Mira-veranderlijke. Mira-veranderlijken zijn rode reuzen die periodiek opzwellen en inkrimpen en daarbij aanmerkelijk variëren in lichtkracht. Deze cyclus duurt (per definitie) meer dan 75 dagen, bij Mira ongeveer 332 dagen. De magnitude van Mira varieert tussen 10 en 2. Omdat sterren met een magnitude groter dan 6 met het blote oog niet te zien zijn, en magnitude 2 tamelijk helder is verwonderde men zich in de oudheid over deze ster die soms ineens verdwenen was.
Tau Ceti is op 11,9 lichtjaar de dichtstbijzijnde alleenstaande zonachtige ster.
In het sterrenbeeld Walvis is bovendien een van de koudste bruine dwergen gevonden, ULAS J0034-00.
Ook het sterrenstelsel NGC 564 is in dit sterrenbeeld te vinden.

## Aangrenzende sterrenbeelden
(met de wijzers van de klok mee)
- Vissen (Pisces)
- Waterman (Aquarius)
- Beeldhouwer (Sculptor)
- Oven (Fornax)
- Eridanus (Eridanus)
- Stier (Taurus)
- Ram (Aries)